# Liste der Baudenkmäler in Eching am Ammersee

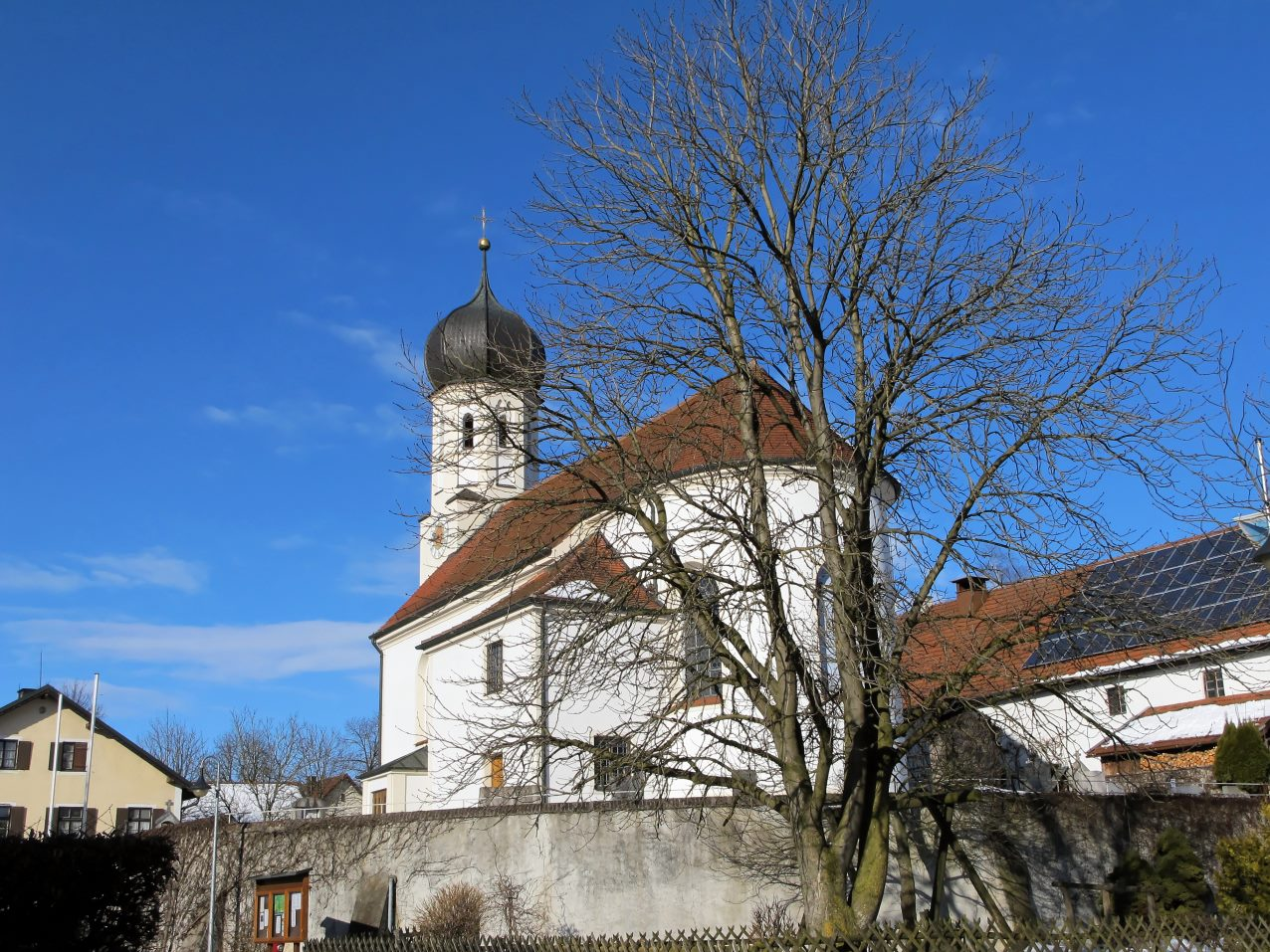
Blick auf die Pfarrkirche St. Peter und Paul

Auf dieser Seite sind die Baudenkmäler in der oberbayerischen Gemeinde Eching am Ammersee zusammengestellt. Diese Tabelle ist eine Teilliste der Liste der Baudenkmäler in Bayern. Grundlage ist die Bayerische Denkmalliste, die auf Basis des Bayerischen Denkmalschutzgesetzes vom 1. Oktober 1973 erstmals erstellt wurde und seither durch das Bayerische Landesamt für Denkmalpflege geführt wird. Die folgenden Angaben ersetzen nicht die rechtsverbindliche Auskunft der Denkmalschutzbehörde.

## Baudenkmäler nach Ortsteilen

### Eching am Ammersee
| Lage                                          | Objekt                                     | Beschreibung | Akten-Nr.              | Bild           |
| --------------------------------------------- | ------------------------------------------ | --- | ---------------------- | -------------- |
| Am Anger 3; Am Anger 5; Am Anger 7 (Standort) | Bildstock                                  | Tuffsteinstele mit Laterne, wohl 1548 | D-1-81-115-3           | weitere Bilder |
| Kaaganger (Standort)                          | Bildhäuschen                               | niedriger Pfeiler mit Satteldach und Nische, 1907; mit Ausstattung | D-1-81-115-8 Wikidata  | weitere Bilder |
| Kaagangerstraße 47 (Standort)                 | Landhaus                                   | eingeschossiger Mansardhalbwalmdachbau mit holzverschaltem Giebel und mittigem, turmartigem Standerker, nach Plänen von Adelbert Niemeyer, 1907 | D-1-81-115-4 Wikidata  | Landhaus       |
| Kaagangerstraße 112 (Standort)                | Landhaus                                   | Mansarddachbau mit halbrundem Vorbau und Balustrade in Formen des Jugendstils, um 1910 | D-1-81-115-6 Wikidata  | Landhaus       |
| Kaagangerstraße 118 (Standort)                | Landhaus                                   | holzverschalter Bau mit gerundetem Satteldach in Formen des Jugendstils, um 1910 | D-1-81-115-7 Wikidata  | Landhaus       |
| Ringstraße 17 (Standort)                      | Katholische Kapelle St. Sebastian          | einschiffiger Satteldachbau mit eingezogener Apsis und Türmchen, erbaut 1651, vergrößert 1685, ausgestattet 1754; mit Ausstattung | D-1-81-115-2 Wikidata  | weitere Bilder |
| Ringstraße 20 (Standort)                      | Katholische Pfarrkirche St. Peter und Paul | Saalbau mit eingezogenem halbrundem Chor und Westturm, Turm um 1500, sonst Neubau von Leonhard Matthäus Gießl und Ignaz Prechler, 1768; mit Ausstattung; Friedhofsmauer, niedrige Backstein-Einfriedung mit halbrunden Ziegeln gedeckt, 17./18. Jahrhundert | D-1-81-115-1 Wikidata  | weitere Bilder |
| Ringstraße 22 (Standort)                      | Ehemals Pfarrhaus                          | zweigeschossiger Satteldachbau mit biedermeierlich gestalteten Türen; Ehemals Backhaus, eingeschossiger kleiner Satteldachbau; Einfriedung, Eisengitterzaun; 1873/74                                                                                        | D-1-81-115-9 Wikidata  | weitere Bilder |
| Stegener Straße 8 (Standort)                  | Hausfigur                                  | farbig gefasste Figur des hl. Johann Nepomuk, Mitte 18. Jahrhundert | D-1-81-115-11 Wikidata | Hausfigur      |

### Gießübl
| Lage                 | Objekt    | Beschreibung                    | Akten-Nr.              | Bild |
| -------------------- | --------- | ------------------------------- | ---------------------- | ---- |
| Gießübl 1 (Standort) | Hausfigur | (hl. Florian?), 18. Jahrhundert | D-1-81-115-10 Wikidata | BW   |